# Navy Midshipmen

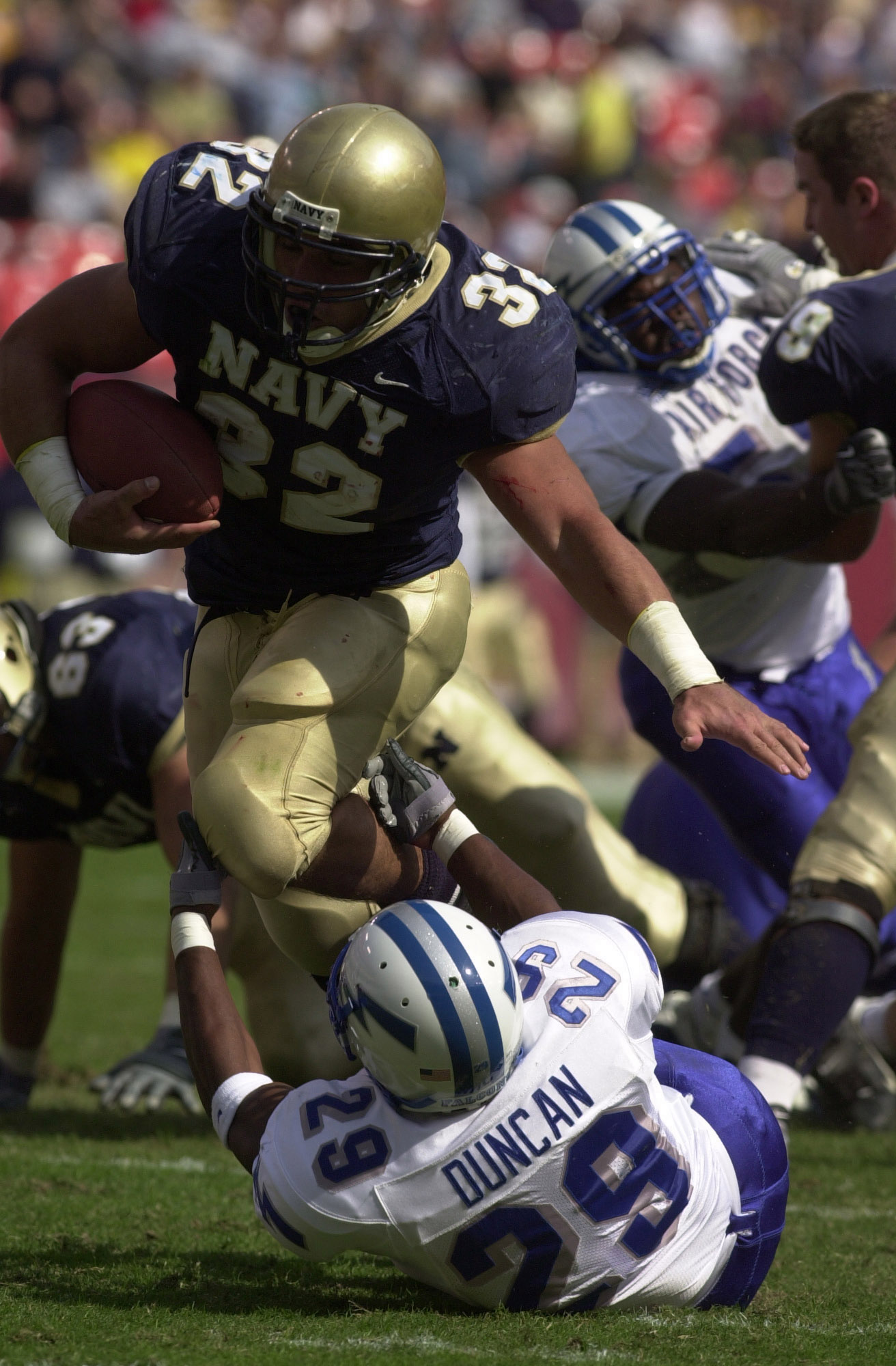
Partido de fútbol americano contra la Academia del Aire.

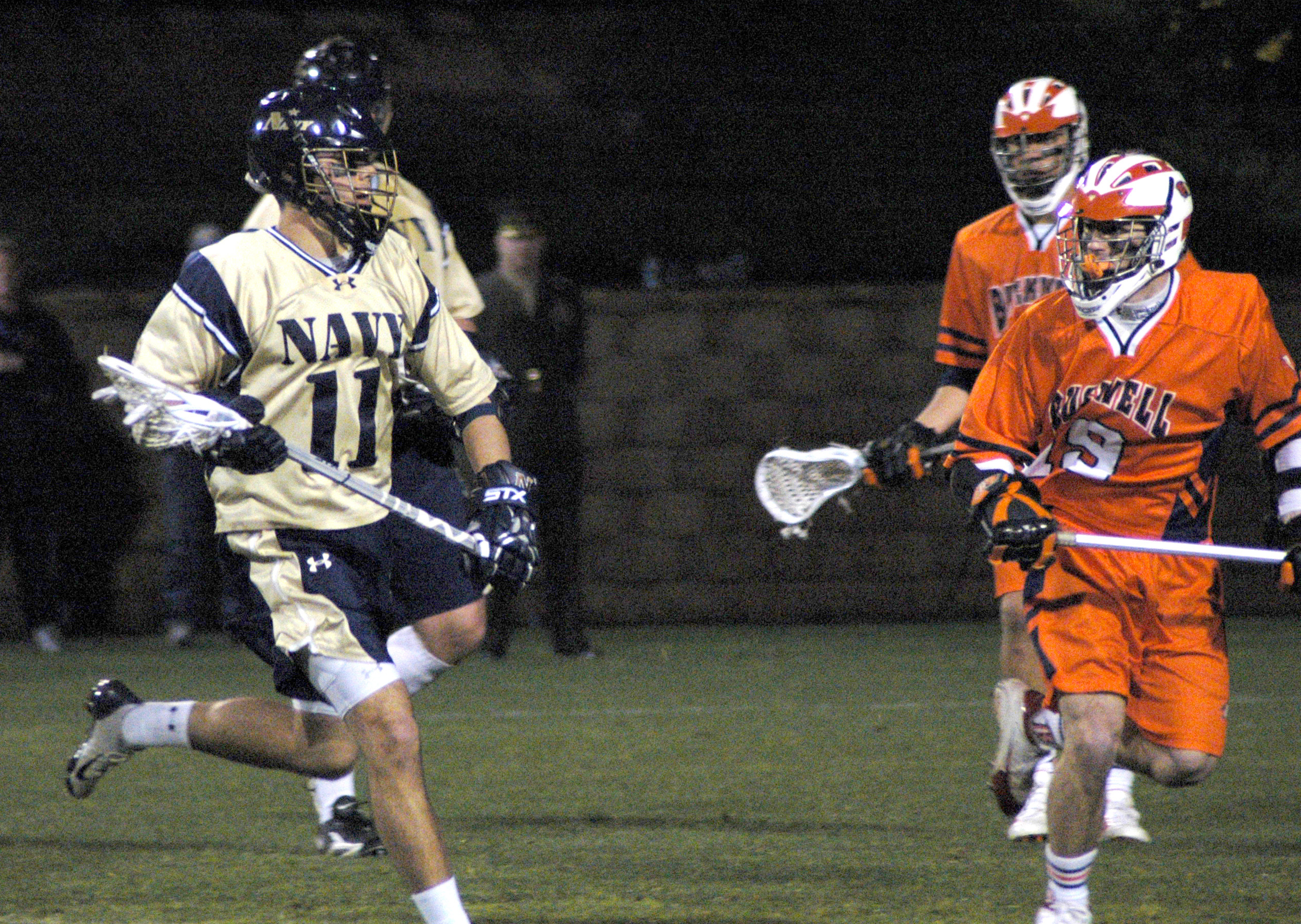
Partido de lacrosse contra Bucknell.

Navy Midshipmen (español: Guardiamarinas de la Armada de los Estados Unidos) es el nombre de los equipos deportivos de la Academia Naval de los Estados Unidos, situada en Annapolis, Maryland. Los equipos de los Midshipmen participan en las competiciones universitarias organizadas por la NCAA, y forman parte de la Patriot League, con la excepción del equipo de fútbol americano, que compite en la American Athletic Conference. En algunos deportes no compiten en la NCAA, como en remo, deporte en el que el equipo masculino de peso pesado compite en la Intercollegiate Rowing Association y el de peso ligero en la Eastern Association of Rowing Colleges
En los deportes que no ampara la NCAA, como vela, squash, y sprint football, compite en la Inter-Collegiate Sailing Association of North America, la College Squash Association, y la Collegiate Sprint Football League, respectivamente.

## Fútbol americano
El equipo de fútbol americano data de 1879. Históricamente competían como independientes, sin estar incluidos en ninguna conferencia, hasta 2015, año en que se incorporó a la American Athletic Conference. Su rival tradicional es el equipo de la Academia del Ejército de Tierra, los Army Black Knights, con quien disputa el tradicional Clásico Army-Navy todos los años.
Su mayor logro lo consiguieron en 1926, cuando se proclamaron campeones nacionales. Cerca de 110.000 espectadores presenciaron la final, en el estadio Soldier Field de Chicago.
En toda su historia han participado en 12 bowls, ganando 6, perdiendo 5 y empatando en una de ellos, el Rose Bowl de 1924, ante la Universidad de Washington. Además, dos de sus jugadores han ganado el prestigioso Trofeo Heisman al mejor jugador del año.

### Commander in Chief's Trophy
Tradicionalmente se disputa cada año, desde 1972 un torneo triangular entre las tres academias militares estadounidenses, la del ejército de tierra, la de la armada y de la Fuerza Aérea. El equipo de la Armada ha ganado 9 de las 35 ediciones disputadas.

## Baloncesto
En baloncesto masculino, su temporada más exitosa fue en 1986, con David Robinson en sus filas, cuando consiguieron colocarse en octava posición del ranking nacional.

## Fútbol
Ganaron en 1964 el Campeonato nacional de fútbol masculino de la División I de la NCAA.

## Lacrosse
El equipo de lacrosse masculino ha ganado el título nacional en 17 ocasiones, siendo finalistas en el año 2000.